# Golbery do Couto e Silva
Golbery do Couto e Silva (Río Grande, 21 de agosto de 1911-São Paulo, 18 de septiembre de 1987). Militar brasileño integrante del contingente de ese país en la Segunda Guerra Mundial. De destacada y dilatada carrera, es conocido por su aporte a la ciencia geopolítica enmarcándose en la corriente denominada clásica.

## Antecedentes militares
•	Realizó sus estudios primarios en el colegio Lemos Junior de Río Grande.
•	Abril de 1927: ingresó a la Escuela Militar de Realengo, en Río de Janeiro, iniciando así una dilatada carrera castrense. Fue declarado aspirante a oficial del arma de infantería en diciembre de 1930, habiendo alcanzado el primer puesto entre sus camaradas de todas las armas. A su egreso fue destinado al 9.º Regimiento de Infantería, con el que participó en las operaciones de la Revolución de 1932.
•	Sirvió, sucesivamente, en el Cuartel General de la Sexta Brigada de Infantería, en el CPOR (Curso Preparatorio de Oficiales de Reserva) de Porto Alegre, en la Dirección de Material Bélico y en la Secretaría Divisionaria de la 53 Región Militar.
•	Abril de 1940: fue transferido al 139 Batallón de Cazadores en Joinville.
•	Diciembre de 1941: rindió examen de admisión e ingresa a la Escuela de Estado Mayor. En agosto de 1943, concluido el curso de Estado Mayor, fue designado para el Estado Mayor de la 33 Región Militar.
•	Agosto de 1944: enviado a Estados Unidos para hacer un curso de perfeccionamiento en Fort Leavenworth War School.
•	Al finalizar el curso es transferido a la Fuerza Expedicionaria Brasileña, entonces en operaciones de guerra en Italia, en la que luchó en los seis últimos meses de la Segunda Guerra Mundial.
•	Regresó de Italia en octubre de 1945 y fue designado para la Sección de Operaciones del Estado Mayor de la 33 Región Militar.
•	Mayo de 1946: fue transferido al Estado Mayor del Ejército. En junio fue promovido a mayor.
•	Diciembre de 1946: transferido al Estado Mayor General.
•	Marzo de 1947: designado miembro de la Misión Militar Brasileña de Instrucción en el ejército del Paraguay. Permanece por tres años.
•	Octubre de 1950: destinado al Estado Mayor del Ejército y designado adjunto de la Sección de Informaciones.
•	Octubre de 1951: fue ascendido a teniente coronel.
•	Marzo de 1952: fue nombrado adjunto del Departamento de Estudios de la Escuela Superior de Guerra, en la División de Asuntos Internacionales y posteriormente en la División Ejecutiva. Sus ideas respecto de la doctrina de seguridad nacional impregnaron a la institución.
•	Noviembre de 1955: separado de sus funciones en la Escuela Superior de Guerra y transferido al Cuartel General de la ID/4, en Belo Horizonte.
•	Marzo de 1965: ascendido a coronel y transferido al Estado Mayor del Ejército, Sección de Operaciones, Subsección de Doctrina.
•	Septiembre de 1960: fue designado para el Estado Mayor de las Fuerzas Armadas, como jefe de la Sección de Operaciones.
•	Febrero de 1961: fue nombrado jefe del gabinete de la Secretaría General del Consejo de Seguridad Nacional, donde permaneció hasta septiembre.
•	Septiembre de 1961: pasa a situación de retiro.

## Actividad luego de su retiro
•	Respetado y apoyado por el general y camarada de armas Humberto de Alencar Castelo Branco, Golbery creó en 1962, un año después de pasar a la reserva, el Instituto de Pesquisas e Estudos Sociais (IPES), que tuvo un papel destacado en la preparación del movimiento que derrocaría al presidente João Goulart en 1964.
•	Durante el gobierno del mariscal Castelo Branco (1964/67) tuvo intensa y destacada actuación político-administrativa. En junio de 1964 fue nombrado jefe del Servicio Nacional de Informaciones. Fue en realidad el organizador y primer titular del servicio de inteligencia, uno de los puntales básicos del régimen militar. Se mantuvo en el puesto hasta el término del gobierno de Castelo Branco. 
•	De retorno a la actividad privada, fue entonces contratado como director por The Dow Chemical. Bajo su administración la Dow se transformó en una de las más grandes empresas de Brasil, controlando el sector de soda y cloro. Posteriormente fue ascendido al puesto de Presidente para América Latina de la empresa.
•	Al asumir Ernesto Geisel la presidencia de Brasil, fue nombrado Jefe de Gabinete de la Presidencia de la República (1974-1981). Fue también, brevemente, Ministro de Planeamiento y Ministro de Justicia durante la presidencia de João Baptista Figueiredo.

## Obras
Su fundamental aporte teórico está contenido en dos libros:  
- "Planejamento Estratégico", editado en 1955.
- "Geopolítica do Brasil", de cuya segunda edición —1967—, considerada definitiva.